# Válcování kovů

Princip válcování kovů. Dvouválcová stolice (duo)

Víceválcová stolice (kvarto) se skládá z pracovních a opěrných válců (modré)

Válcování kovů je tváření kovů průchodem mezi otáčejícími se válci válcovací stolice. Materiál se při průchodu přetváří a současně posunuje. Technologie válcování materiálu za tepla je používána velmi často především v těžkém průmyslu, zejména v oboru hutnictví železa. Válcuje se také za studena, zejména při konečném válcování přesných vývalků z polotovarů. Ve válcovnách se válcují polotovary (předvalky) nebo hotové výrobky:
- tvarové profily a nosníky
- kolejnice
- plechy
- bezešvé trubky
- dráty většího průměru
- speciální vývalky ap.

Válce jsou:
- hladké – pro válcování plechů
- rýhované – pro válcování předvalků
- kalibrované pro válcování profilů

## Válcovací stolice

Uspořádání válců u stolic: (A) Duo - (B) Trio - (C) Kvarto - (D) Sexto - (E) Dvanáctiválec - (F) Dvacetiválec - Sendzimir

Válcovací stolice je tvářecí stroj, určený ke tváření materiálu do podoby dlouhých výrobků tlakem protilehlých válců. Malé válcovací stolice s ručním pohonem na plechy i dráty se užívaly už od 18. století, dodnes se užívají například ve zlatnictví.
Největší a nejznámější jsou válcovací stolice, používané k výrobě plechů a ocelových profilů, ale existují i stolice pro zpracování mnoha dalších tvárných materiálů. Podle počtu válců a jejich uloženi se rozeznávají válcovací stolice:
- duo (dvouválcové stolice)
  - duo reverzní (vratné)
  - dvojité duo (kombinace dvou stolic duo)
- trio se třemi válci
  - Lautovo trio s malým prostředním válcem
- kvarto se čtyřmi válci
- sexto se šesti válci
- dvanáctiválec
- dvacetiválec (Sendzimir)

Válcování je tím účinnější, čím vyšší měrný tlak válce na materiál vyvíjejí. Proto je výhodné, aby pracovní válce měly co nejmenší průměr, zároveň se ale nesmějí prohýbat. Proto se válcovací stolice na plechy konstruují s pracovními válci menšího průměru, které se však po celé délce opírají o pomocné (opěrné) válce většího průměru. Dvojice opěrných válců zachycuje svislou složku tlaku (na obrázku), větší počet opěrných válců může zachycovat i vodorovnou složku. Několikaválcové (až 20 válcové) stolice mají dva válce pracovní a ostatní opěrné. Univerzální válcovací stolice mají kromě válců s osou vodorovnou ještě válce svislé. Nezbytnou součástí je tzv. armatura válcové stolice. Tvoří ji zařízení a pomůcky pro zaváděni a manipulaci s materiálem při válcování.

## Válcovací trať
Válcovací trať je specializované technologické zařízení respektive rozsáhlé soustrojí. Jedná se vždy o rozsáhlou skupinu většího množství specializovaných strojních zařízení určených pro hromadnou výrobu dlouhých strojních či stavebních součástí válcováním za tepla. Základní součástí válcovacích tratí je vždy několik válcovacích stolic. (nebo jiných jim podobných specializovaných válcovacích strojů) doplněných o mnohá další dopravní a pomocná strojní zařízení. Velké válcovací tratě mohou dosahovat délky řádově i stovek metrů.
V dnešní době je původní technologie válcování za tepla částečně nahrazována modernější technologií kontinuálního lití (kontilití), která je ekonomicky výhodnější.

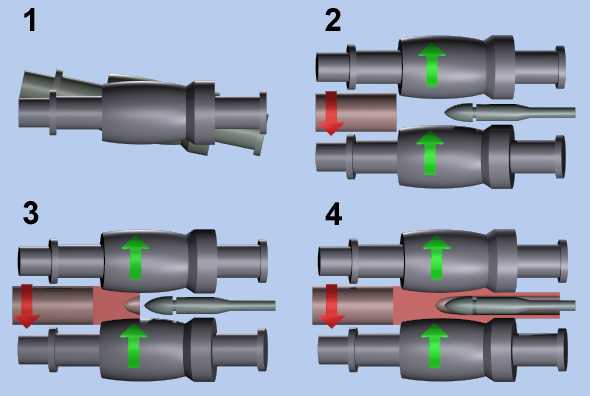
Válcování bezešvých trubek mezi šikmými válci

## Válcování trubek
Zcela zvláštní technologii tvoří válcování bezešvých trubek za tepla. Ocelový sochor kruhového průřezu prochází mezi dvěma válci soudkovitého tvaru, jejichž osy jsou vůči němu nakloněny asi o 6° na jednu a druhou stranu. Udělují mu tak rotační pohyb a zároveň jej narážejí ("navlékají") na ocelový trn. Válcování bezešvých trubek vynalezli Reinhard Mannesmann a Max Mannesmann. Koncem roku 1884 požádali jménem svého bratrance Dr. Fritz Koegela o patent, který byl vydán 10. března 1886 s účinností od 27. ledna 1885 ( DRP34617: proces křížového válcování s přidruženou válcovací stolicí). První bezešvé trubky se začaly vyrábět roku 1890 v jejich továrně v Chomutově. Náročná technologie, které měla velký význam pro výrobu vysokotlakých trubek pro naftovody a plynovody, stavební konstrukce i jiná strojírenská a konstrukční použití, se dnes často nahrazuje výrobou vinutých a svařovaných trubek z ocelového pasu.